# Hjarbæk
Hjarbæk is een plaats in de Deense regio Midden-Jutland, gemeente Viborg. De plaats telt 226 inwoners (2020). Hjarbæk ligt aan de Hjarbæk Fjord en valt onder de parochie Vorde.
De naam is een samentrekking van de woorden hiord ('kudde') en baek ('beek') tot Hiardbaek.
In de 17e eeuw was Hjarbæk een klein plattelandsdorp met drie boerderijen en zes woningen. Het dorp fungeerde als stapelplaats voor de nabijgelegen handelsstad Viborg, en in het midden van de 19e eeuw legde Viborg een weg aan naar Hjarbæk. Ook zorgde Viborg voor een uitbreiding van de haven van Hjarbæk. Vooral de export was van groot belang. Er stond een pakhuis, en in de herberg was een douanekantoor gevestigd. Met de komst van de spoorwegen verdween de scheepvaart en daarmee verloor Hjarbæk zijn functie als stapelplaats.
In 1893 werd de spoorlijn Viborg - Aalestrup aangelegd. In 1916 was er een plan om een lijn naar de haven van Hjarbæk aan te leggen, maar dit is nooit gerealiseerd. Wel kreeg Hjarbæk in 1928 een eenvoudige halte. Op 30 mei 1959 werd het reizigersvervoer beëindigd; in 2006 werden de sporen opgebroken.